# Lido Adriano
Lido Adriano è una frazione del comune di Ravenna, situata a circa 9 km dalla città e affacciata direttamente sul Mare Adriatico, parte dei Lidi Sud insieme alle frazioni di Marina di Ravenna, Punta Marina, Lido di Dante, Lido di Classe e Lido di Savio. I suoi abitanti sono circa 7 000.

## Origine del nome

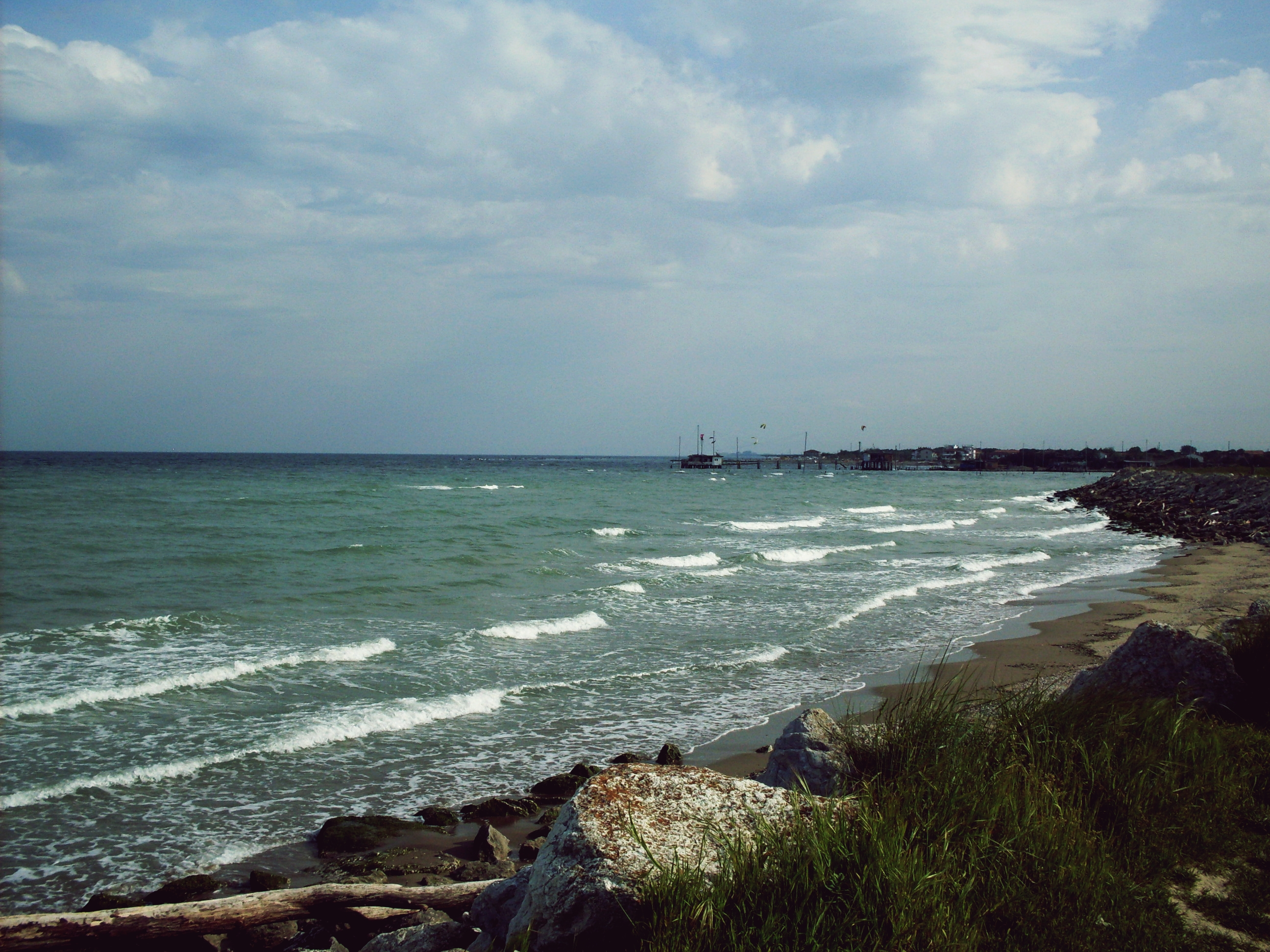
Il mare di Lido Adriano guardando verso Lido di Dante.

Il nome della località è tratto dalle opere di Dante, nelle quali si usa il termine adriano con il significato di adriatico; questo sia nel Convivio, sia, in particolare, in un noto passo della Divina Commedia (Paradiso, canto XXI, v. 123): «Nostra Donna in sul lito adriano».

## Storia
Tra tutti i Lidi Sud, Lido Adriano è stato l'ultimo ad essere costruito. Il centro abitato fu realizzato partendo da zero. Fino alla metà del XX secolo il territorio alle spalle di Lido Adriano era coltivato a cereali; si estendevano anche vaste risaie. I terreni erano di proprietà della Federazione ravennate delle cooperative.
Nel secondo dopoguerra Augusto Chiericati, imprenditore nel campo dell'energia e dei gas liquefatti di antica famiglia vicentina, decide di cambiare settore e di investire nell'immobiliare turistico. Acquista, a sud di Punta Marina, 332 ettari di litorale dalla Federazione delle cooperative. Vede nella zona un luogo dove realizzare una località turistica. È del 1961 l'accordo con la Federazione collettivistica. Nel 1962 viene presentato in Comune il Piano regolatore generale (PRG), firmato dall'architetto Ludovico Quaroni. Prevedendo un uso intensivo ai fini turistici della costa, identifica nella fascia litoranea 20 milioni di metri cubi edificabili in 1440 ettari. La data di approvazione del PRG in Consiglio comunale, il 19 giugno 1964 è la data ufficiale della nascita di Lido Adriano.
Le opere edili (case e alberghi) e infrastrutturali (fognature, acquedotto, impianto elettrico) vengono realizzate dalla CMC (Cooperativa Muratori e Cementisti), compresa la costruzione del grattacielo (nome ufficiale: «Residence Adriatico»). Chiericati incarica la figlia, Anna Maria (1941-2024), di seguire l'avanzamento dei lavori.
Gli anni ottanta vedono il sopraggiungere di nuove esigenze abitative. Aumenta in modo considerevole e inaspettato la popolazione residente, composta da immigrati, sia italiani che stranieri. Lido Adriano, da località turistica, diventa così un luogo di residenza permanente. Si impone la costruzione di nuove opere pubbliche: alla fine degli anni ottanta vengono aperte: una scuola materna, un centro sportivo e una chiesa. I primi servizi sociali risalgono al 1993. Successivamente aprono l'ufficio postale e la prima scuola elementare (1994), seguiti dall'ambulatorio pediatrico. Nel 1998 viene inaugurata la caserma dei Carabinieri; l'anno seguente è la volta di un centro polivalente per l'aggregazione e la formazione. Poco dopo il Duemila la popolazione di Lido Adriano supera i 6 000 abitanti con tendenza all'incremento; le nazionalità segnalate sono una sessantina.